# Năm nguyên tắc duy nhất

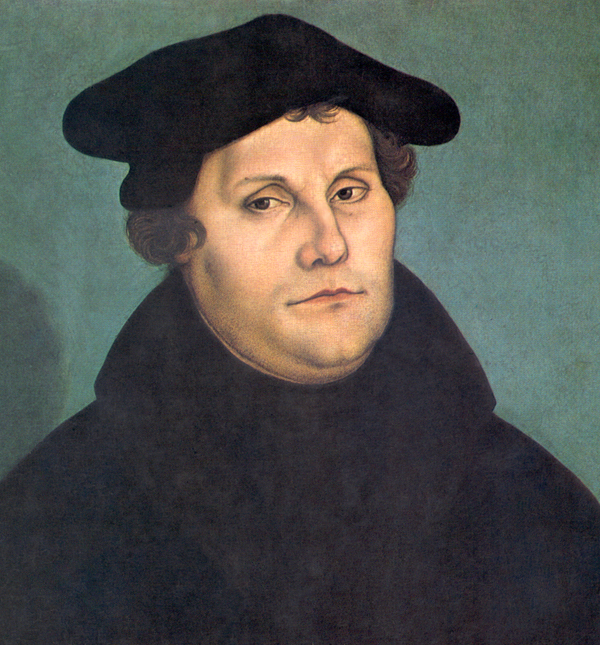
Martin Luther, nhà phát động chủ yếu của Cải cách tôn giáo.

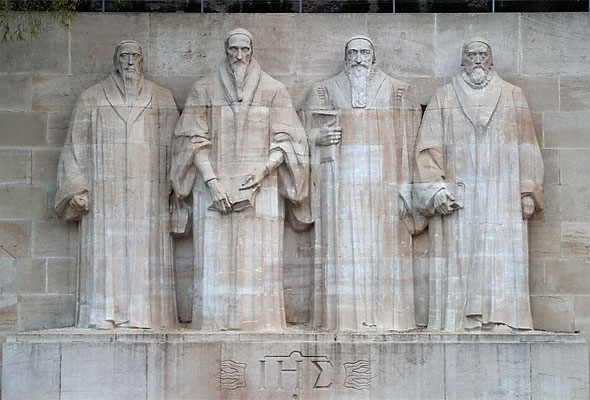
Đài kỉ niệm Quốc tế Cải cách tôn giáo. Từ trái qua: William Farel, John Calvin, Theodore Beza và John Knox. Phía dưới là phù hiệu tượng trưng của Cơ Đốc giáo.

Năm nguyên tắc duy nhất (chữ Anh: Five solas hoặc Five solae), hoặc gọi Nguyên tắc Cải cách tôn giáo (chữ Đức: Grundsätze der Reformation), Năm tín lí duy chỉ, là thuật ngữ được hình thành từ sự dung hợp của năm cụm từ tiếng La-tinh tiêu biểu trong thời kì Cải cách tôn giáo của Cơ Đốc giáo Tây phương, điều này đã tổng kết tín ngưỡng thần học cơ bản của các nhà thần học Tin Lành, đã hình thành mặt trận đối lập mới với Công giáo La Mã lúc bấy giờ về giáo dục tín lí. Đơn từ sola trong tiếng La-tinh nghĩa là "duy độc", "duy chỉ", "chỉ có một", Năm nguyên tắc "duy nhất" này đã giải thích rõ ràng năm nguyên tắc tín ngưỡng cơ bản của Cải cách tôn giáo, các nhà cải cách tôn giáo tin rằng điều đó là nền tảng của yếu chỉ trong đời sống và thực tiễn của Cơ Đốc giáo. "Năm nguyên tắc duy nhất" này đã cự tuyệt và phản bác một cách không có chút bảo lưu gì về giáo lí Công giáo La Mã chiếm vị trí chủ đạo lúc bấy giờ, các nhà thần học Tin Lành cho biết Giáo triều đình La Mã đã cướp đoạt thần tính của Đức Chúa Trời đem vào trong Giáo hội Công giáo La Mã và giai cấp thống giáo của nó, đặc biệt là thủ lĩnh của họ — giáo hoàng.
Năm nguyên tắc duy nhất là hạt nhân trung tâm của thần học Cải cách thế kỉ XVI nhằm phân biệt với thần học của giáo hội Công giáo La Mã. Hàm nghĩa của Duy nhất Thánh kinh là: Bởi vì Thánh kinh là lời khải thị của Đức Chúa Trời cho nên đó là quyền uy duy nhất vô ngộ, đầy đủ và tối cao của Hội Thánh. Duy nhất Đấng Christ nghĩa là: Chỉ duy Đấng Christ là cơ sở cho sự tuyên xưng công nghĩa của tội nhân trước mặt Thượng đế Đức Chúa Trời. Duy nhất đức tin có nghĩa là: Cơ Đốc nhân thông qua duy nhất đức tin thì mới có thể lãnh nhận công cứu chuộc được hoàn thành bởi Đấng Christ. Duy nhất ân điển là đang tuyên xưng rằng: Ơn cứu rỗi của chúng ta từ đầu đến cuối là xuất phát từ ân điển, cũng là độc nhất xuất phát từ ân điển. Chính vì nguyên do đó, các nhà cải cách tôn giáo kiên trì sử dụng lối biểu đạt Duy nhất vinh hiển Đức Chúa Trời, nghĩa là sự vinh hiển về ơn cứu rỗi của chúng ta hoàn toàn thuộc về Đức Chúa Trời.
Năm nguyên tắc duy nhất này đã tạo thành hạt nhân trung tâm của tín ngưỡng Chủ nghĩa phúc âm. Chúng không chỉ nhấn mạnh Tin lành của Jesus Christ, giải thích Tin lành bén rễ trong lòng tội nhân như thế nào, mà còn hoạch định giới hạn nơi đặt cơ sở uy quyền của Tin lành, đồng thời truyền giảng mục đích của Tin lành. Mặc dù "Năm nguyên tắc duy nhất" có thể là cách dùng mới xuất hiện gần đây, nhưng khái niệm của nó sinh căn từ Cải cách tôn giáo vào thế kỉ XVI. Các nhà cải cách tôn giáo như Martin Luther, Philip Melanchthon và John Calvin đều phải thông qua "Năm nguyên tắc duy nhất" này để tách biệt và li khai với giáo lí Công giáo La Mã. Nhưng cốt lõi của cuộc chia rẽ này hoàn toàn không chỉ là tranh luận về phương diện thần học, hơn hết là sự truyền tụng của bản thân Tin lành.

## Duy nhất Thánh kinh
Duy nhất Thánh kinh (Sola scriptura) là "chỉ duy lấy Thánh kinh làm điểm tựa và nơi quy thuận". Cơ Đốc nhân tin rằng, toàn văn Thánh kinh đều là chân lí mạc khải và vô ngộ của Đức Chúa Trời, là quyền lực tối cao của Hội Thánh, nguồn duy nhất do Thượng đế khải thị, không có bất kì người nào hoặc truyền thống nào có thể thay thế. Cơ sở của Thánh kinh là: Thánh kinh là do Đức Chúa Trời soi dẫn (II Ti-mô-thê 3:16a). Mặc dù Thánh kinh do rất nhiều trước giả nhân loại chấp bút, nhưng Thánh kinh chỉ có một tác giả chân chính — Đức Chúa Trời. Sứ đồ Phi-e-rơ nói cho chúng ta biết rằng: "Vì chẳng hề có lời tiên tri nào là bởi ý một người nào mà ra, nhưng ấy là bởi Đức Thánh Linh cảm động mà người ta đã nói bởi Đức Chúa Trời." (II Phi-e-rơ 1:21). Thánh kinh hoàn toàn là chuẩn tắc tối cao của tất cả mọi người trong tín ngưỡng và đời sống, "hãy theo luật pháp và lời chứng" (Ê-sai 8:20). Hội Thánh phải tiến hành chăn dưỡng chiên và thi hành kỉ luật của Hội Thánh, chỉ có thể nương tựa vào lời dạy dỗ, chỉ bảo của Thánh kinh thì mới thực hiện được, không thể sửa đổi hoặc bẻ cong, bóp méo bất kì nội dung, câu chữ nào của Thánh kinh để đón đầu, chiều ý theo nhu cầu thuộc thế tục.
Chúng tôi tin rằng, Thánh kinh chính điển hoàn toàn bao gồm ý chỉ của Đức Chúa Trời, hơn nữa tất cả những ai phải tin để được cứu rỗi, đều đã được dạy dỗ đầy đủ trong đó. Sự thờ phượng mà Đức Chúa Trời cần, toàn bộ đã được ghi chép chi tiết trong chúng, vì vậy, bất kì người nào, dù là sứ đồ, nếu người dạy không noi theo sự dạy dỗ của Thánh kinh, thì điều đó là phi pháp: Quả thật, sứ đồ Phao-lô nói rằng, cho dù thiên sứ đến từ trên trời thì cũng vậy. Bởi vì việc thêm vào hoặc cắt bỏ Thánh kinh, tất cả đều bị liệt vào nghiêm cấm, điều này rõ ràng cho thấy Chân Đạo chứa trong đó đều là Chân Đạo hoàn chỉnh nhất ở mọi phương diện.— Bài tín điều Belgic, điều 7

Nhà cải cách tôn giáo Andreas Karlstadt (en) chủ trương trong bài luận văn năm 1518 rằng: "Về vấn đề tín ngưỡng, duy chỉ Thánh kinh là có sẵn quyền uy — mà không phải là giáo hoàng, pháp quy giáo hội và giáo lệnh". Martin Bucer đã sử dụng khái niệm Sola Scriptura vào cuối năm 1536; Calvin đã sử dụng nó trong "Yếu nghĩa Cơ Đốc giáo" 3.17.8 (en) (R. Scott Clark).
Quyền lực của Thánh kinh đã và đang bị xâm thực.
Duy chỉ Thánh kinh là phép tắc vô ngộ của sinh hoạt Hội Thánh, nhưng các giáo hội ngày nay đã đem tác dụng của Thánh kinh và quyền lực của nó chia tách và cách biệt. Trong thực tiễn, giáo hội lúc cực đại đều bị văn hoá lôi dắt. Từ yêu cầu của giáo hội, làm thế nào Thánh kinh phát huy tác dụng, Thánh kinh phải truyền giảng những câu chuyện gì, kĩ xảo chữa lành, sách lược mở rộng thị trường và tiết tấu của các trò tiêu khiển thường có sức ảnh hưởng mạnh hơn lời phán của Đức Chúa Trời. Những người chăn chiên đã coi thường công tác giám sát chiên và thờ phượng Chúa, chân lí của Thánh kinh đã phai nhạt và thoái hoá trong lương tâm của Cơ Đốc nhân, lời giáo huấn của Thánh kinh đã đánh mất đi địa vị rõ ràng, Hội Thánh ngày càng trống không, rỗng tuếch về phương diện chính trực, quyền lực đạo đức và phương hướng của nó.
Chúng ta không thể sửa đổi tín ngưỡng của Cơ Đốc giáo để đón đầu, chiều ý theo nhu cầu tự cảm giác của người tiêu xài, chúng ta cần phải tuyên bố, luật pháp của Chúa là tiêu chuẩn duy nhất để đánh giá công nghĩa chân chính, Tin lành là tuyên bố duy nhất về chân lí cứu rỗi loài người. Hội Thánh phải nhận thức, nuôi dưỡng và thi hành kỉ luật, tuyệt đối không được vứt bỏ chân lí Thánh kinh.
Nhất định phải dùng Thánh kinh dẫn dắt chúng ta vượt qua nhu cầu mà chúng ta nhận biết, để thấy được nhu cầu chân chính của chúng ta, giải phóng chúng ta, làm cho chúng ta không còn thông qua hình tượng của những kẻ lừa dối, nguỵ chứng trong văn hoá đại chúng, lời lẽ nhạt nhẽo, nói những điều viển vông không thật, những gì mình tiếp nhận và thứ tự ưu tiên để đối đãi bản thân. Chỉ duy dưới ánh sáng của chân lí Thiên Chúa, chúng ta mới có thể nhận thức chính xác bản thân, nhìn ra được sự cung cấp của Chúa cho nhu cầu của chúng ta. Do đó, cần phải giáo dục, chỉ bảo và truyền giảng Thánh kinh trong Hội Thánh. Việc giảng đạo cần phải giảng giải Thánh kinh và những lời giáo huấn của Thánh kinh, nhưng không được biểu đạt ý kiến của người truyền đạo hoặc cách nhìn đương đại. Chúng ta không được lấy bất kì sự gì thấp hơn những gì Chúa ban làm thoả mãn.
Không được đem Đức Thánh Linh chia tách khỏi Thánh kinh và sự khởi đầu công việc trong kinh nghiệm từng trải của cá nhân. Đức Thánh Linh không phải là ngoại thuyết độc lập với Thánh kinh. Li khai Thánh kinh, chúng ta nhất định không thể nhận thức được ân điển của Đức Chúa Trời trong danh Đấng Christ. Tiêu chuẩn để kiểm nghiệm chân lí chính là lời Thánh kinh, mà không phải là kinh nghiệm thuộc linh.
Ta cần nhắc lại rằng, Thánh kinh vô ngộ là nguồn Đức Chúa Trời khải thị duy nhất được ghi chép lại và chỉ có Thánh kinh mới đủ khả năng trói buộc lương tâm. Duy chỉ Thánh kinh dạy dỗ và chỉ đạo tất cả những gì chúng ta cần để được đắc cứu, thoát li khỏi tội lỗi, và là tiêu chuẩn để đo lường, đánh giá tất cả hành vi của Cơ Đốc nhân.
Ta kiên quyết phủ nhận những điều sau, bất kì tín điều, công hội hoặc cá nhân nào đều có thể trói buộc lương tâm của Cơ Đốc nhân; Thánh Linh phán một cách độc lập hoặc trái ngược với sự dạy dỗ của Thánh kinh; kinh nghiệm thuộc linh của cá nhân có thể trở thành công cụ của sự khải thị.

## Duy nhất Đấng Christ
Duy nhất Đấng Christ (Solus Christus) chỉ Chúa Jesus Christ là trung tâm của Thánh kinh và là khải thị cuối cùng của Đức Chúa Trời. Thượng đế cứu chuộc thế nhân, là chỉ duy nhất dựa vào tất cả những gì Chúa Jesus Christ thực hiện để hoàn thành, duy chỉ sự hi sinh của Chúa Jesus Christ mới đủ để khiến cho thế nhân giao hảo với Đức Chúa Trời. Đấng Christ là đối tượng duy nhất để tín đồ tin cậy, hoàn toàn không có người nào, sự gì hoặc vật gì có thể thay thế. Những lời dạy dỗ đó gọi là Tin lành, đồng thời chỉ có trong Thánh kinh được khải thị bởi Đức Chúa Trời thì mới hoàn toàn biểu lộ rõ ràng, sự hi sinh của Đấng Christ nếu không được tuyên cáo, thì không có Tin lành chân chính.
Tín ngưỡng lấy Đấng Christ làm trung tâm đã và đang bị xâm thực.
Đì cùng với tín ngưỡng Chủ nghĩa phúc âm trở nên thế tục hoá, lợi ích của nó đã pha trộn với lợi ích của văn hoá, trở nên lẫn lộn, bất thanh khiết. Kết quả chính là đã đánh mất giá trị quan tuyệt đối, sản sinh chủ nghĩa cá nhân bị động, lấy hoàn hảo thay thế thánh khiết, lấy phục nguyên thay thế hối cải, lấy trực giác thay thế chân lí, lấy cảm giác thay thế niềm tin, lấy cơ hội thay thế sự bảo hộ và quản lí của Đức Chúa Trời, lấy sự thoả mãn tức khắc thay thế sự trông mong nhẫn nại. Đấng Christ và thập tự giá của Ngài đã bị xê dịch trong dị tượng của chúng ta.
Ta cần nhắc lại rằng, sự đắc cứu của chúng ta duy chỉ dựa vào công tác của trung bảo Đấng Christ mang tính lịch sử mới được thành tựu. Duy chỉ có sinh mệnh vô tội và sự chuộc tội chết thay của Ngài mới đủ để khiến chúng ta xưng nghĩa, giao hảo với Đức Chúa Cha.
Ta kiên quyết phủ nhận những điều sau, công tác chết thay của Đấng Christ không được tuyên cáo, không yêu cầu loài người tin Đấng Christ và công tác của Ngài, mà Tin lành cũng có thể được truyền giảng.

## Duy nhất ân điển
Duy nhất ân điển (Sola gratia) chỉ ra, sự tha tội, sự sống đời đời và ơn cứu rỗi đến trên thân xác chúng ta, là món quà duy chỉ Đức Chúa Trời ban thưởng. Ân điển chính là việc Thượng đế mượn sự hi sinh của Chúa Jesus Christ để cứu vớt thế nhân, nhờ vào ân điển này mà Đức Chúa Trời khiến cho loài người phóng thích từ trong tội ác, đồng thời cung cấp lời hứa sự sống đời đời cho tín đồ, đấy là Thượng đế ban thưởng vô giá và vô điều kiện cho thế nhân. Thế nhân duy chỉ có thể dựa vào ân điển này để được cứu vớt, loài người không dùng bất kì phương pháp hoặc hành vi nào nhằm đạt được hoặc thành tựu ân điển này. Loài người cũng không thể mượn sự hợp tác với Thượng đế để đạt được ân điển này.
Phúc âm đã và đang bị xâm thực.
Niềm tin vô căn cứ về năng lực của loài người, là sản phẩm của nhân tính đoạ lạc. Từ những người đem Phúc âm cải biến thành sản phẩm để tiêu thụ, cho đến những tội nhân biến thành người tiêu dùng, cần thiết thì đi mua, cho đến những người khác coi tín ngưỡng Cơ Đốc giáo là sự thật khách quan, chỉ bởi vì nó có công hiệu, loại đức tin hư giả này đầy dẫy trong số đó, bất luận Hội Thánh của chúng ta có lập trường chính thức kiểu gì đi chăng nữa, điều này đã áp chế giáo huấn xưng nghĩa.
Ân điển của Đức Chúa Trời trong danh Đấng Christ, không chỉ cần thiết cho sự cứu vớt, hơn nữa còn là nguyên nhân hữu hiệu duy nhất dẫn đến cứu rỗi. Chúng ta thừa nhận rằng loài người sinh ra đều chết về phương diện thuộc linh, thậm chí không thể hợp tác với ân điển "khiến cho người ta được trùng sinh".
Ta cần nhắc lại rằng, trong phương diện nhận được ơn cứu rỗi, chúng ta duy chỉ dựa vào ân điển của Ngài để được cứu rỗi, tránh khỏi cơn phẫn nộ của Đức Chúa Trời. Công tác siêu nhiên của Đức Thánh Linh dựa vào việc đem chúng ta phóng thích từ trong sự trói buộc của tội lỗi, khiến chúng ta sống lại được đời sống thuộc linh từ trong cái chết thuộc linh, từ đó đem chúng ta đến trước mặt Đấng Christ.
Ta kiên quyết phủ nhận những điều sau, sự đắc cứu trong bất cứ ý nghĩa nào đều là công tác của loài người. Các phương pháp, kĩ xảo của loài người và sách lược dựa vào bản thân mà nên đều hoàn toàn không thể đạt được sự thay đổi. Đức tin không nảy sinh từ trong bản tính của loài người khi chúng ta chưa trải qua tái sinh.

## Duy nhất đức tin
Duy nhất đức tin (Sola fide) chỉ ra, Cơ Đốc nhân duy chỉ dựa vào đức tin được ban bởi Đức Chúa Trời, tin tưởng Chúa Jesus Christ làm Cứu Chúa, nhưng không phải là hành vi từ thiện để giành được ơn cứu rỗi. Lòng tin không phải là dựa vào năng lực, tri thức hoặc hành vi của cá nhân mà đạt được, mà chính là Đức Chúa Trời mượn Đức Thánh Linh, đồng thời thông qua lời phán của Ngài ban cho những người có ý nguyện tiếp nhận Chúa Jesus Christ làm Cứu Chúa. Đức tin là con đường duy nhất để tin cậy Chúa Jesus Christ, lãnh nhận ơn cứu rỗi, phải có tồn tại đức tin đó thì ắt hẳn được đắc cứu, giành được sự sống vĩnh hằng.
Các tín điều chủ yếu đã và đang bị xâm thực.
Loài người duy chỉ dựa vào ân điển, duy chỉ thông qua đức tin, duy chỉ nương tựa Đấng Christ mà xưng nghĩa. Dựa theo những tín điều đó, Hội Thánh hoặc đứng vững, hoặc sụp đổ. Ngày nay, những tín điều đó hay bị khinh thị, bóp méo, có lúc thậm chí bị phủ nhận bởi lãnh tụ, học giả và mục sư tự xưng là chủ nghĩa Phúc âm. Mặc dù bản tính đoạ lạc của loài người lúc nào cũng tránh né không thừa nhận họ cần phải có công nghĩa mà Đấng Christ đặt để cho chúng ta, nhưng trào lưu hiện đại đã "châm dầu vào lửa" gây ra bất mãn lớn cho Tin lành Thánh kinh. Chúng ta đã cho phép sự bất mãn đó chỉ huy bản chất phụng sự của chúng ta và nội dung truyền giảng của chúng ta.
Rất nhiều người trong phong trào tăng trưởng Hội Thánh tin rằng, Tin lành muốn thành công, thì những người nhận thức được việc nhóm họp, xét về mặt xã hội học, rất quan trọng giống như tuyên giảng chân lí Thánh kinh. Kết quả là sự nhận thức về thần học thường hay thoát li khỏi công tác phụng sự. Trong rất nhiều giáo hội, việc định hướng marketing còn đem những điểm đó đi xa hơn nữa, đã mạt sát lời dạy của Thánh kinh và tách biệt với thế giới, đã cướp đi nơi mà người ta chán ghét thập tự giá của Đấng Christ, đem tín ngưỡng Cơ Đốc giáo rút gọn thành nguyên tắc phương pháp mang đến thành công cho doanh nghiệp thế tục.
Mặc dù những phong trào này có thể tin vào thần học thập tự giá, nhưng trên thực tế ấy là đang làm trống rỗng hàm nghĩa của nó. Ngoại trừ Đấng Christ thay thế vị trí chúng ta, Đức Chúa Trời đem tội lỗi của chúng ta đặt vào Ngài, đem công nghĩa của Ngài đặt vào chúng ta, chính là biệt vô phúc âm. Bởi vì Ngài đảm đương phán quyết về chúng ta, cho nên trong ân điển của Ngài, chúng ta vĩnh viễn được miễn xá, được kết nạp và được nhận làm con cái của Chúa. Ngoại trừ công tác cứu rỗi của Đấng Christ, sự biệt vô những nền tảng khác khiến chúng ta được kết nạp trước mặt Đức Chúa Trời, nền tảng này không nằm ở chủ nghĩa yêu nước của chúng ta, sự nương thân vào giáo hội, hoặc đoan chính về đạo đức. Tin lành cho biết Đức Chúa Trời đã làm những gì để chúng ta thành tựu trong danh Đấng Christ, chứ không thể nói là chúng ta phải làm gì để đến được Ngài trong danh Đấng Christ.
Ta cần nhắc lại rằng, loài người duy chỉ dựa vào ân điển, duy chỉ thông qua đức tin, duy chỉ nương tựa Đấng Christ mà tuyên xưng công nghĩa. Công nghĩa của Đấng Christ được đặt vào công nghĩa của chúng ta trong tuyên xưng công nghĩa, chỉ có điều này đủ làm thoả lòng công nghĩa hoàn toàn của Đức Chúa Trời.
Ta kiên quyết phủ nhận những điều sau, tuyên xưng công nghĩa là dựa vào công đức bên trong chúng ta, hoặc bởi vì sự công nghĩa của Đấng Christ đổ vào trong chúng ta; bất kì cơ quan nào tuyên xưng là giáo hội, phủ nhận hoặc khiển trách duy nhất đức tin thì không thể được tính là giáo hội hợp pháp.

## Duy nhất Đức Chúa Trời vinh hiển
Duy nhất Đức Chúa Trời vinh hiển (Soli Deo gloria), thật vậy, ơn cứu rỗi của Đức Chúa Trời đối với loài người là Đức Chúa Trời mượn ý chí và hành vi của bản thân để một mình hoàn thành, do đó toàn bộ vinh hiển đều quy thuộc Đức Chúa Trời chính là dạy chúng ta rằng toàn bộ vinh hiển đều duy chỉ thuộc về do bởi Đức Chúa Trời mà ra; không chỉ là ân tứ cứu chuộc toàn vẹn bởi vì Chúa Jesus Christ đóng đinh trên thập tự giá, mà còn là đức tin bởi vì ơn cứu rỗi đó mà mang đến, loại đức tin này là do Đức Thánh Linh tạo lập từ trong tâm trí tín đồ. Các nhà cải cách tôn giáo cho biết, loài người, ngay cả những người do Giáo triều đình La Mã, giáo hoàng hoặc giai cấp thống giáo trong giáo hội được phong thánh (thánh nhân), họ hoàn toàn không xứng đáng được vinh hiển. Nói cách khác, không thể vì việc làm tốt của loài người mà tán dương họ, chúng ta cần phải tôn vinh Đức Chúa Trời và đem sự vinh hiển quy thuộc về Ngài, bởi vì chính Ngài là Đấng khiến cho những người đó đắc thắng và có được việc làm tốt.
Sự thờ phượng lấy Đức Chúa Trời làm trung tâm đã và đang bị xâm thực.
Trong Hội Thánh, nếu quyền uy của Thánh bị tiêu mất, thì Đấng Christ bị triệt thoái khỏi vị trí, Tin lành bị bóp méo, đức tin bị vặn vẹo, vì vậy chỉ có một lí do: Lợi ích của chúng ta đã thay thế lợi ích của Đức Chúa Trời, chúng ta dùng phương pháp của bản thân để tiến hành công việc của Ngài. Đời sống giáo hội ngày nay không còn lấy Đức Chúa Trời làm trung tâm, điều này rất phổ biến, khiến cho loài người than thở bi thương. Vì sự hư mất này, khiến chung ta đem công tác thờ phượng biến thành trò tiêu khiển, đem truyền bá Tin lành biến thành mở rộng thị trường, đem sự tin tưởng biến thành mánh khoé, đem người làm tốt biến thành tự mình cảm giác là tốt, đem sự chân thật, đáng tin biến thành thành công. Kết quả chính là, Đức Chúa Trời, Đấng Christ và Thánh kinh không có ý nghãii gì đối với chúng ta, không có mối liên hệ tất yếu gì với chúng ta.
Đức Chúa Trời không tồn tại để thoả mãn hoài bão ý chí hùng mạnh, niềm khát vọng, khao khát về tiêu xài, hoặc lợi ích trong tinh thần của cá nhân chúng ta. Sự thờ phượng của chúng ta tuyệt đối phải lấy Đức Chúa Trời làm trung tâm, mà không phải là để thoả mãn nhu cầu của cá nhân chúng ta. Đức Chúa Trời nắm giữ chủ quyền về phương diện thờ phượng, chúng ta thì không. Chúng ta cần phải quan tâm vương quốc của Đức Chúa Trời, mà không phải là đế quốc, mức độ chào đón hoặc thành công của bản thân chúng ta.
Ta cần nhắc lại rằng, bởi vì ơn cứu rỗi xuất phát từ Đức Chúa Trời, đã được Đức Chúa Trời thành tựu, điều này là bởi vì sự vinh hiển của Đức Chúa trời cho nên chúng ta cần phải vĩnh viễn làm vinh hiển Ngài. Trước mặt Đức Chúa Trời, chúng ta cần phải sống trọn vẹn mạng sống của chúng ta, duy chỉ vì sự vinh hiển của Ngài.
Ta kiên quyết phủ nhận những điều sau, nếu sự thờ phượng của chúng ta hoà lẫn với trò tiêu khiển, nếu công tác giảng đạo của chúng ta đã khinh thị luật pháp và Tin lành của Chúa, hoặc chúng ta cho phép "tự cải lương", tự tôn hoặc tự thoả mãn để thay thế Tin lành, thì chúng ta vẫn có thể tôn vinh Đức Chúa Trời một cách chính xác.